# Зовнішні справи
«Зовнішні справи» — науково-публіцістичний журнал. Виходить з січня 2009 року у Києві. Тематична спрямованість журналу пов'язана з висвітленням питань зовнішньої політики України, зовнішньоекономічних зв'язків, проблем розвитку міжнародних відносин і світової економіки, суспільно-політичного і духовного життя України, діяльності України в міжнародних організаціях.

## Засновники видання
- Видавець — Громадська спілка «Редакція журналу „Зовнішні справи“»
- Голова правління Хандогій Володимир Дмитрович
- Головний редактор Толстов Сергій Валеріанович.
- Випусковий редактор — Таукач Ольга Георгіївна

## Адреса видавництва
- Адреса: провулок Рильський 6, Київ, Україна.

## Формат видання
Висвітлення діяльності дипломатичної служби України та іноземних держав, аналіз сучасних тенденцій та актуальних проблем міжнародних відносин і міжнародного права, аналіз здобутків та проблемних моментів у діяльності української дипломатичної служби, поширення інформації про видатних дипломатів, унікальні випадки з дипломатичної практики України та зарубіжних країн.

## Історія видання
Найперший попередник журналу мав назву «Блокнот агітатора» видавництва «Радянська Україна». Це був громадсько-політичний журнал ідеологічного відділу ЦК КПУ, видавався в Києві двічі на місяць українською і російською мовами. Починаючи з січня 1941 року, журнал виходив у світ під назвою «На допомогу агітатору» як орган Центрального Комітету і Київського обкому КПУ.
У 1941 році вийшло двадцять три номери журналу. Під час німецької окупації України журнал не видавався. З 1944 року видання відновилося: у цей період вийшло шість номерів журналу; з 1945 по 1950 рр. виходило по двадцять чотири номера щорічно.
З липня 1969 року журнал виходив з назвою «Під прапором ленінізму». Журнал пропагував ленінську теоретичну спадщину, висвітлював практику комуністичного будівництва в УРСР, боротьбу КПРС за зміцнення міжнародного руху тощо. У цей період своєї історії видання, з однієї сторони, відзначалося надзвичайною заідеологізованістю, а з іншої, мало можливість залучати науковців, оскільки публікації на його сторінках зараховувались Вищою Атестаційною Комісією, як наукові.
У 1992 році, починаючи з другого номера (1273), засновниками журналу стали Міністерство закордонних справ України, Міністерство зовнішніх економічних зв'язків України та трудовий колектив редакції. З вересня-жовтня цього ж року (№ 1280-1281) засновниками журналу виступають лише Міністерство закордонних справ України та трудовий колектив редакції.
Правонаступником «Під прапором ленінізму» став журнал «Політика і час» (свідоцтво про реєстрацію 9 червня 1994), а єдиним засновником видання виступило Міністерство закордонних справ України.
З 2018 року засновник видання — Громадська спілка "Редакція журналу «ЗОВНІШНІ СПРАВИ», на користь якої відповідно до Закону України «Про реформування державних і комунальних друкованих засобів масової інформації» попередні співзасновники — Міністерство закордонних справ України, Дипломатична академія України при МЗС України, Державне підприємство "Журнал Міністерства закордонних справ України «Політика і час» — передали свої права і обов'язки.